# Elvalandet
Elvalandet est une île habitée de l'ancienne commune de Fosnes dans la commune de Namsos , en mer de Norvège dans le comté de Trøndelag en Norvège.

## Description
L'île de 38,5 km2 st situé dans le Lauvøyfjorden, juste au sud de l'île de Jøa, à l'est de l'île d'Otterøya et à l'ouest du continent. La ville de Namsos se trouve à environ 10 kilomètres au sud de l'île.
L'île est reliée au continent par un pont sur la route de comté norvégienne 769. Il existe une liaison par ferry du côté nord de l'île vers l'île voisine de Jøa. La majeure partie de l'île est boisée. L'île est la 82ème plus grande île de Norvège.